# James Eastland

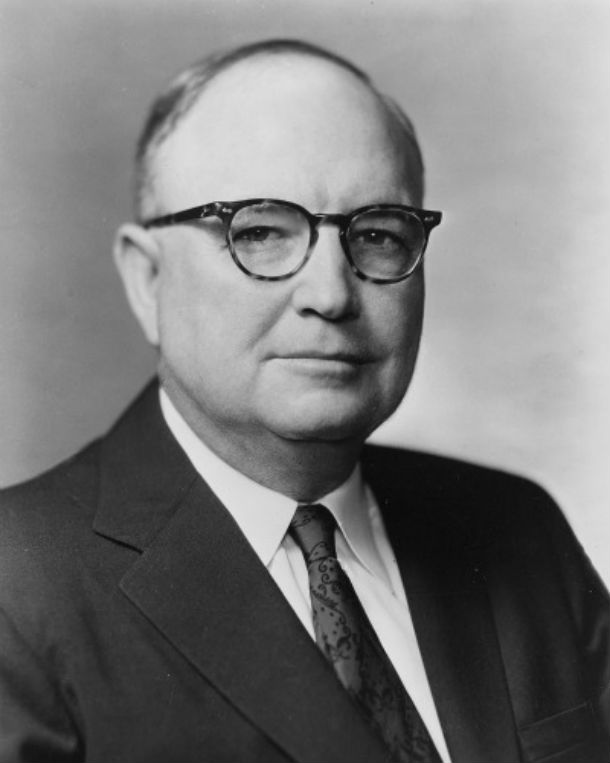
James Eastland

James Oliver Eastland (* 28. November 1904 in Doddsville, Sunflower County, Mississippi; † 19. Februar 1986 ebenda) war ein US-amerikanischer Politiker der Demokratischen Partei. Vom 30. Juni 1941 bis zum 28. September 1941 sowie vom 3. Januar 1943 bis zu seinem Ausscheiden aus der Politik am 27. Dezember 1978 war er einer der beiden US-Senatoren des Bundesstaates Mississippi.

## Frühe Jahre
James Eastland wurde 1904 in Doddsville als Sohn des Rechtsanwalts und Baumwoll-Plantagenbesitzers Woods C. Eastland († 1944) und dessen Frau Alma geboren. Er wurde nach dem Bruder seines Vaters, James Eastland, der im Jahre 1904 ermordet worden war, benannt. Ein Jahr nach seiner Geburt zog seine Familie nach Forest im Scott County. Hier besuchte James Eastland die Forest High School. Nach seinem Schulabschluss studierte er die Rechtswissenschaften: zunächst von 1922 bis 1924 an der University of Mississippi in Oxford dann von 1925 bis 1926 an der Vanderbilt University in Nashville (Tennessee) und schließlich von 1926 bis 1927 an der University of Alabama in Tuscaloosa. 1927 wurde er als Anwalt zugelassen und begann anschließend in Forest zu praktizieren.

## Politische Karriere

### Abgeordneter im Repräsentantenhaus des Bundesstaates Mississippi
1928, gerade 24 Jahre alt, wurde Eastland als Kandidat der Demokratischen Partei ins Repräsentantenhaus von Mississippi (State House of Representatives) gewählt. Zusammen mit Courtney C. Pace und Kelly J. Hammond gehörte Eastland zu den maßgeblichen Unterstützern des damaligen Gouverneurs von Mississippi, Theodore G. Bilbo. Bilbo, überzeugter Verfechter der White Supremacy („Überlegenheit der weißen Rasse“) und für seine rassistische Rhetorik berüchtigt, verfocht in späteren Jahren, nachdem er zum US-Senator gewählt worden war, beständig die Idee, die gesamte schwarze Bevölkerung der USA zurück nach Afrika (Liberia) zu deportieren:
„It is essential to the perpetuation of our Anglo-Saxon civilization  that white supremacy be maintained, and to maintain our civilization there is only one solution, and that is either by segregation within the United States, or by deportation of the entire Negro race to its native heath, Africa.“
(„Es ist für das Fortbestehen unserer angelsächsischen Zivilisation ausschlaggebend, die Überlegenheit der weißen Rasse aufrecht zu halten, und um unsere Zivilisation aufrecht zu halten, gibt es nur eine Lösung, und das ist entweder die Rassentrennung innerhalb der Vereinigten Staaten oder die Deportation der gesamten schwarzen Rasse in ihr ursprüngliches Herkunftsgebiet, nach Afrika.“) (Cong. Rec., 75. Cong., 3. Sess., 881)
Als 1932 Bilbos Gouverneurs-Amtszeit auslief, zog sich auch Eastland zunächst aus der Politik zurück und trat nicht für eine Wiederwahl zum Staatsparlament an. Er heiratete 1932 die Arzttochter Elizabeth Coleman (s. u. „Privates“), eröffnete eine Anwaltskanzlei in Ruleville, wenige Kilometer von seinem Geburtsort Doddsville entfernt. Zugleich  begann er (auf Wunsch seines Vaters) die elterliche Baumwoll-Plantage zu bewirtschaften. In den folgenden Jahren modernisierte er den landwirtschaftlichen Betrieb und vergrößerte ihn von ursprünglich 2300 acres auf rund 6000 acres (rund 24 km²). Auch nachdem er später erneut in die Politik zurückkehrte, betrachtete er sich selbst doch immer zuallererst als Plantagenbesitzer, was sich auch in seinen politischen Ansichten niederschlug.

### Senator
Als Pat Harrison, einer der beiden Senatoren Mississippis, am 22. Juni 1941, noch vor dem Ende seiner Amtszeit verstarb, beauftragte der Gouverneur von Mississippi, Paul B. Johnson, den jungen James Eastland, den vakanten Posten bis zu (vorgezogenen) Neuwahlen wahrzunehmen. (Johnson hatte zunächst James Eastlands Vater gebeten, die Vakanz auszufüllen, doch der hatte abgelehnt.) So wurde Eastland vom 30. Juni bis zum 28. September 1941 – für ganze 88 Tage – Senator von Mississippi. Eastland nutzte die wenigen Wochen allerdings dazu, eine von der US-Regierung geplante Preisobergrenze für Baumwollsamenöl zu verhindern, was ihm große Sympathien bei den Baumwollproduzenten der Südstaaten einbrachte. Eastland selbst rühmte sich, durch die Verhinderung der Preisbeschränkungen 50 Millionen Dollar in die Taschen der Baumwollproduzenten geschwemmt zu haben. Bei der vorgezogenen Senatorenwahl trat Eastman nicht an – dies nicht zu tun, hatte er bei der Übernahme des Senatssitzes versprechen müssen –, und so wurde bis zu den regulären Wahlen im Jahre 1942 zunächst Wall Doxey zum Senator gewählt. Eastland gewann jedoch die folgende reguläre Wahl im Jahre 1942 gegen den nunmehrigen Amtsinhaber Doxey, obwohl dieser von Präsident Franklin D. Roosevelt sowie Theodore G. Bilbo massiv unterstützt wurde. Bei den nächsten Senats-Wahlen im Jahre 1948 wurde Eastland ohne Gegenkandidat erneut bestätigt. 1954, 1960, 1966 und 1972 wurde er immer wieder gewählt und war so einer der beiden Senatoren des Bundesstaates Mississippi über den Gesamtzeitraum vom 3. Januar 1943 bis zu seinem Ausscheiden aus der Politik am 27. Dezember 1978.

#### Eastland und die Aufhebung der Rassentrennung
Im Jahre 1954 standen die nächsten Senatswahlen an, doch Eastland beabsichtigte zunächst nicht, noch einmal anzutreten. Er stellte schon öffentlich Überlegungen an, sich ganz aus der Politik zurückzuziehen, entschied sich aber letztlich anders und musste den Wahlkampf gegen Vizegouverneur Carroll Gartin bestreiten. Kurz bevor Eastland mit der Kampagne für seine Wiederwahl begann, hatte der Oberste Gerichtshof  eine Grundsatzentscheidung hinsichtlich der Rassentrennung an den öffentlichen Schulen der USA gefällt. Mit dem Urteil in dem Rechtsstreit Brown v. Board of Education, von Topeka, Kansas, vom 17. Mai 1954 wurde die bis dahin herrschende Rassentrennung an öffentlichen Schulen aufgehoben. Nach einer Sammelklage betroffener Eltern im Bundesstaat Kansas gegen die damals noch vorgeschriebene Rassentrennung an staatlichen (öffentlichen) Grundschulen hob der Supreme Court mit seinem Urteil diese Rassentrennung in den gesamten Vereinigten Staaten auf, da sie eine Verletzung des Gleichheitsgrundsatzes, wie er im 14. Verfassungszusatz vorgegeben war, darstelle. Diese wegweisende Grundsatzentscheidung markierte das Ende der rechtlich sanktionierten Rassentrennung an staatlichen Schulen in den Vereinigten Staaten. Ein Jahr später, am 31. Mai 1955, wurde überdies vom Obersten Gerichtshof beschlossen, dass die Aufhebung der Rassentrennung an öffentlichen Schulen „with all deliberate speed“ („in angemessener Eile“) durchgeführt werden müsse. Ein weiteres Jahr später, am 5. Mai 1956, dehnte der Oberste Gerichtshof das Verbot der Rassentrennung auch auf solche Schulen und Universitäten aus, die mit öffentlichen Mitteln subventioniert wurden.
Eastland nutzte diese Entscheidung für den Stimmenfang. Indem er das Urteil wieder und wieder scharf angriff und seine Annullierung forderte, konnte er sich der Stimmen der weißen Wähler Mississippis sicher sein, seinen Namen als Verteidiger der Rassentrennung und der „white supremacy“ festigen. Er diffamierte die Gerichtsentscheidungen als illegal, sah in ihr Tyrannei und betrachtete es als eine Christenpflicht, gegen dieses Urteil Widerstand zu leisten: „Resistance to tyranny is obedience to God“ („Widerstand gegen eine Tyrannei ist Gehorsam Gott gegenüber“). Eastland war Mitglied der Methodisten. In einer Rede, die er kurze Zeit nach der Gerichtsentscheidung Brown v. Board of Education vor dem Senat hielt, machte er seine Ansichten zur Rassentrennung klar:
“The Southern institution of racial segregation or racial separation was the correct, self-evident truth which arose from the chaos and confusion of the Reconstruction period. Separation promotes racial harmony. It permits each race to follow its own pursuits, and its own civilization. Segregation is not discrimination… Mr. President, it is the law of nature, it is the law of God, that every race has both the right and the duty to perpetuate itself. All free men have the right to associate exclusively with members of their own race, free from governmental interference, if they so desire.”
(„Die überkommene Einrichtung der Südstaaten hinsichtlich der Rassentrennung war die völlig richtige, selbstverständliche Wahrheit, die sich aus dem Chaos und den Wirrnissen der Zeit der Reconstruction ergab. Rassentrennung ist die Grundlage von Harmonie zwischen den Rassen. Die Trennung erlaubt es jeder [einzelnen] Rasse ihre [eigenen] Interessen zu verfolgen, ihre eigene Kultur zu entwickeln. Rassentrennung ist keinesfalls Diskriminierung... Herr Präsident, es ist ein Naturgesetz, es ist von Gott gegeben, dass jede Rasse das Recht und auch die Pflicht hat, sich weiter fortzupflanzen. Alle freien Menschen können für sich das Recht in Anspruch nehmen, sich ausschließlich mit Angehörigen ihrer eigenen Rasse zu versammeln, wenn sie dies so wünschen – und zwar unbehelligt von Maßnahmen der Regierung....“)
In einer Rede, am 12. August 1955 in Senatobia, Mississippi gehalten, äußerte er sich folgendermaßen:
“On May 17, 1954, the Constitution of the United States was destroyed because of the Supreme Court's decision. You are not obliged to obey the decisions of any court which are plainly fraudulent [based on] sociological considerations.”
(„Am 17. Mai 1954 ist die Verfassung der Vereinigten Staaten durch die Entscheidung des Obersten Gerichtshofs zerstört worden. Kein Mensch ist [jedoch] verpflichtet, Entscheidungen irgendeines Gerichtes zu akzeptieren, die sich hinterhältig einzig und allein auf soziologische Betrachtungen stützt.“)
In dieser Zeit wurde er einer der populärsten Redner auf den Versammlungen der White Citizens Councils (WCC). Am 11. Juli 1954 – knapp einen Monat nach der og. Grundsatzentscheidung des Supreme Court – hatte sich die erste Gruppe von weißen Amerikanern unter der Führung von Robert Patterson in Indianola, Sunflower County – nur wenige Kilometer südlich von  Eastlands Heimatort Doddsville gelegen – zusammengefunden. In anderen Gemeinden Mississippis folgten schnell weitere Council-Gründungen und innerhalb weniger Monate breitete sich diese Bewegung in sämtlichen südlichen Bundesstaaten – dem so genannten Deep South – aus. Man formierte sich zu einem übergreifenden Zusammenschluss: dem Citizens’ Council of America (CCA). Die Mitglieder dieser Councils waren zumeist angesehene, vor allem einflussreiche, weiße Bürger der jeweiligen Gemeinden – Plantagenbesitzer, Banker, Kaufleute, Ärzte, Rechtsanwälte, Beamte, Angehörige der Kirchen und Lehrer –, die sich zum Ziel gesetzt hatten, die Durchsetzung der Entscheidung des Supreme Court mit allen Mitteln zu verhindern. Anders als die Angehörigen des Ku-Klux-Klan, die durchweg gewaltsam vorgingen, lehnten die WCC-Mitglieder – zumindest in ihren offiziellen Verlautbarungen – die Anwendung roher Gewalt ab. Die Ideologie und strategischen Ziele der WCC waren jedoch weitgehend identisch mit denen des Klan. Der Unterschied lag „lediglich“ in der taktischen Vorgehensweise: Man ergriff „subtilere“ Maßnahmen gegen den vermeintlichen Gegner: Schwarze, Bürgerrechtler und andere Befürworter der Rassengleichstellung wurden mit „ökonomischen Maßnahmen“ stranguliert: Man drängte sie aus ihren Berufen oder verhinderte, dass sie Arbeit aufnehmen konnten usw. Aufgrund der Mitgliederstruktur und der „feineren“ Vorgehensweise wurden daher die WCC auch als „the uptown Ku Klux Klan“ („Ku-Klux-Klan der Oberstadt“, oder etwas freier übersetzt: „ein Ku-Klux-Klan für die besseren Kreise“) bezeichnet.
Eastland bestritt zeitlebens, jemals Mitglied des White Citizens Council gewesen zu sein. Doch durch seine zahlreichen Auftritte und Reden in den Versammlungen war gerade er es, der dem WCC eine Stimme gab und seinen Zuhörern immer wieder einhämmerte:
“There is nothing in the U.S. Constitution or the amendments there too, that gives to Congress, the President or the Supreme Court the right or power to declare that white and colored children must attend the same schools.”
(„In der Verfassung der Vereinigten Staaten und ihren Zusätzen steht nichts geschrieben, was dem Kongress, dem Präsidenten oder dem Obersten Gerichtshof das Recht oder die Macht gibt zu erklären, dass weiße und farbige Kinder in dieselbe Schule gehen sollen.“)

#### Unterzeichner des„Southern Manifesto“
1956 war Eastland einer der 96 Unterzeichner des sogenannten „Southern Manifesto“ („Manifest der Südstaaten“ vom 12. März 1956). Mit diesem „Manifest“ versuchten insgesamt 96 Politiker (19 Senatoren und 77 Mitglieder des Repräsentantenhauses) aus Alabama, Arkansas, Florida, Georgia, Louisiana, Mississippi, North Carolina, South Carolina, Tennessee, Texas und Virginia die oben genannten Entscheidungen des US-Supreme Courts wieder auszuhebeln. Eastland und die anderen Unterzeichner des „Southern Manifesto“ vermochten diese Entwicklung nicht zu akzeptieren.

#### Anhänger McCarthys

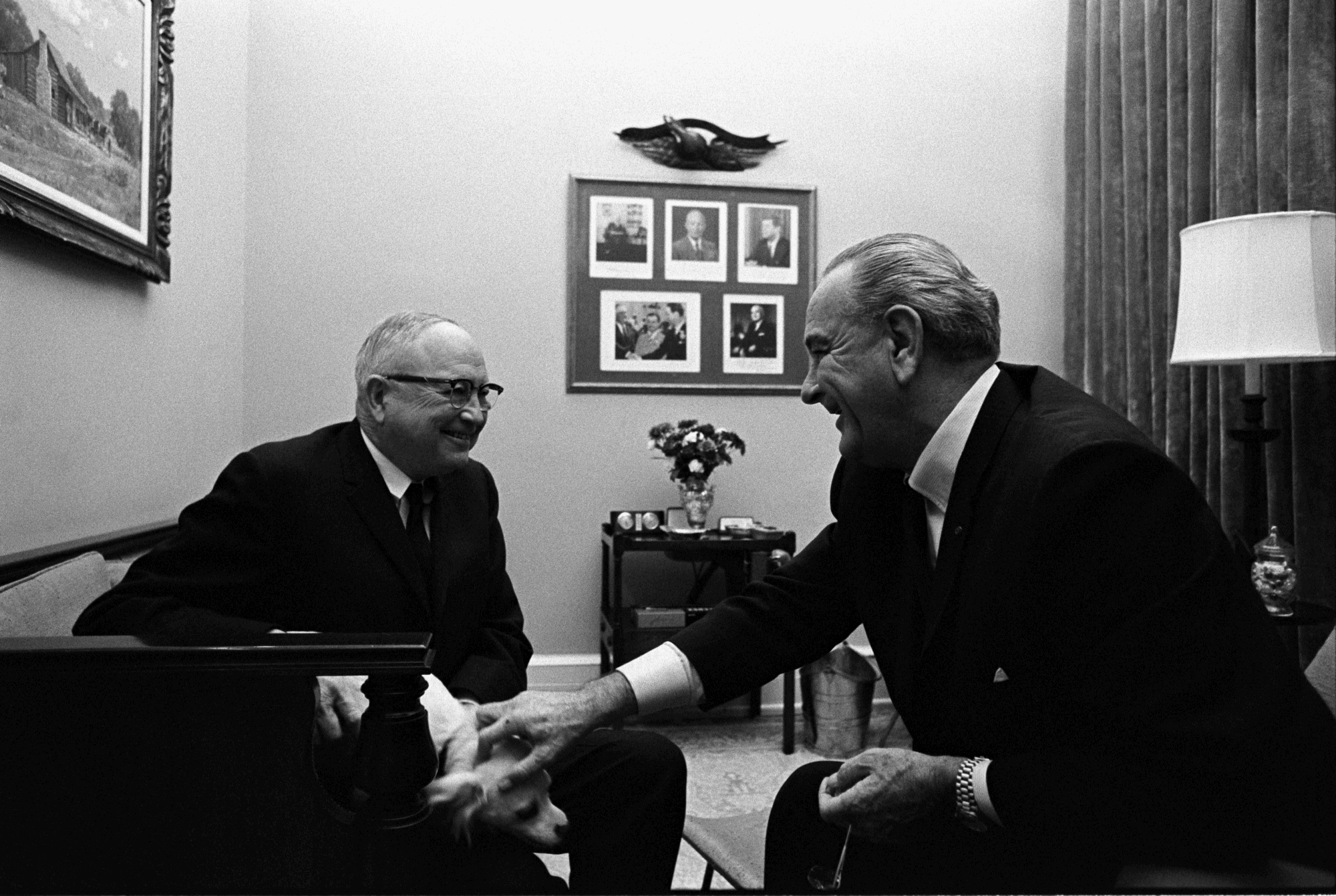
James Eastland mit US-Präsident Lyndon B. Johnson

1953 wurde Eastland zum Vorsitzenden des Judiciary Committee’s Internal Security Subcommittee (Unteausschuss für Innere Sicherheit des Justizausschusses des Senats) (SISS) ernannt. Eastlands Vorgänger in diesem Amt war Senator Pat McCarran gewesen. McCarran war einer der Hauptinitiatoren des Internal Security Act (Gesetz zur Inneren Sicherheit) (auch als McCarran Act bezeichnet) aus dem Jahre 1950 und des Immigration and Nationality Act von 1952 (auch als McCarran-Walter-Gesetz bezeichnet). Infolge dieser Gesetze begannen mehrere Unter-Ausschüsse des Kongresses Vergangenheit und Privatleben von Regierungsbeamten und Personen anderer Lebensbereiche auf ihre Loyalität bzw. vermutete/unterstellte Spionagetätigkeit hin zu überprüfen. Das gleich im Jahre 1950 gebildete Internal Security Subcommitte war eines davon. McCarran war dessen allererster Vorsitzender (und so wurde dieser Unterausschuss auch als McCarran-Ausschuss bezeichnet). Durch die Wandlungen der außenpolitischen Landschaft in der Frühphase des sogenannten Kalten Krieges und den damit analog einhergehenden innenpolitischen Veränderungen in den USA, vor allem durch den zunehmenden Einfluss Joseph McCarthys, erfuhr dieser Unterausschuss des Senats eine kontinuierliche Ausweitung seines Tätigkeitsbereichs.
McCarthy hatte als Vorsitzender des Senate Committee on Government Operations (GOC) bereits das Senates Permanent Subcommittee on Investigations (Ständiger Unterausschuss des Senats für Untersuchungen) für seine Kommunistenhatz instrumentalisiert. In der Folge machte er – unisono mit Eastland  – seinen Einfluss auch auf den Unterausschuss des Justizausschusses des Senats geltend, und so entwickelte sich auch dieser zu einer Art Senats-Version des Komitee für unamerikanische Umtriebe (House Committee on Un-American Activities) des Repräsentantenhauses. In der Folge wurden u. a. die Finanzen des Außen- und Verteidigungsministeriums, angeblich kommunistisch eingefärbte Entscheidungen des Supreme Court, die US-Außenpolitik in Asien, Radio-, Fernsehsender, weite Teile der Unterhaltungsindustrie, Zeitungen (wie die New York Times), Jugendgruppen, Gewerkschaften, Bildungsorganisationen, die Rüstungsindustrie, Bürgerrechtsgruppen, Studentenorganisationen – letztlich sämtliche irgendwo vermuteten sowjetischen Aktionen innerhalb der Vereinigten Staaten – untersucht. In fast allen Fällen handelte es sich um an den Haaren herbeigezogene, haltlose Unterstellungen. Kaum ein überzeugter Kommunist wurde entdeckt, aber zahlreiche Untersuchte verloren Arbeitsplatz und Einkommen. Denn auch ein völlig Unschuldiger wurde durch die entehrenden Umstände der Untersuchungen stigmatisiert.
Im Jahre 1956 konnte Eastland seinen Einfluss nochmals entscheidend vergrößern, als er Vorsitzender des Justizausschusses des Senats wurde. Dieser Ausschuss kontrollierte rund 60 Prozent aller vom Senat verabschiedeten Gesetze; vor allem war es ihm so möglich – als „ex officio member“ –, sämtliche Unterausschüsse zu beeinflussen.
In seiner Eigenschaft als Vorsitzender des SISS ließ Eastland u. a. einige Journalisten der New York Times vor seinen Ausschuss vorladen. Die NYT hatte in zahlreichen Titel-Storys gefordert, dass (auch) Mississippi die Entscheidung des Obersten Gerichtshofs in der Sache Brown v. Board of Education zu akzeptieren habe und Maßnahmen zur Gleichstellung der Ethnien treffen müsse. In einem am 5. Januar 1956 erschienenen Artikel schrieb die NYT:
“Our faith is strong that long after Senator Eastland and his present subcommittee are gone, long after segregation has lost its final battle in the South, long after all that was known as McCarthyism is a dim, unwelcome memory, long after the last Congressional committee has learned that it cannot tamper successfully with a free press, The New York Times will be speaking for (those) who make it, and only for (those) who make it, and speaking, without fear or favor, the truth as it sees it.”
„Wir sind der festen Überzeugung, dass noch lange Zeit, nachdem Senator Eastland und sein gegenwärtiger Unterausschuss schon der Vergangenheit angehören, lange Zeit, nachdem die Rassentrennung in den Südstaaten ihre letzte Schlacht verloren hat, lange Zeit, nachdem all das, was unter der Bezeichnung McCarthy-Ära bekannt ist, nur mehr eine schwache, unerwünschte Erinnerung ist, lange Zeit, nachdem auch noch der letzte Kongressausschuss begriffen hat, dass es vollkommen aussichtslos ist, an der freien Presse herumzufrisieren, die NYT (immer noch) für diejenigen sprechen wird, die diese Zeitung ausmachen, und zwar ausschließlich für diejenigen, die diese Zeitung ausmachen. Und sie wird – furchtlos und objektiv – (weiterhin) die Wahrheit aussprechen.“

## Privates
James Eastland heiratete im Jahre 1932 die Arzttochter Elizabeth Coleman. Aus der Ehe gingen vier Kinder hervor, ein Sohn und drei Töchter.